# Ectochela
Ectochela là một chi bướm đêm thuộc họ Noctuidae.